# Idobrium voeltzkowi
Idobrium voeltzkowi là một loài bọ cánh cứng trong họ Cerambycidae.